# Landesgericht Wiener Neustadt
Das Landesgericht Wiener Neustadt (kurz: LG Wiener Neustadt) ist eines von 20 Landesgerichten in Österreich. Es ist für die niederösterreichischen politischen Bezirke Baden, Mödling, Neunkirchen und Wiener Neustadt sowie für die Statutarstadt Wiener Neustadt örtlich zuständig.

## Geschichte
Die Gründung des Landesgerichts Wiener Neustadt geht auf das Jahr 1849 zurück, in dem die Landes-Gerichts-Einführungs-Kommission neue Gerichts- und Landgerichtsbezirke schuf. Das heutige Landesgericht war bei seiner Gründung als Kreisgericht für den Kreis Wiener Neustadt mit neun Bezirksgerichten (Baden, Pottenstein, Ebreichsdorf, Wiener Neustadt, Gutenstein, Neunkirchen, Aspang, Gloggnitz und Krumbach) zuständig. 1993 wurde das Kreisgericht in Landesgericht umbenannt.
Grundlage für die Gerichtsorganisation ist die 1898 in Kraft getretene Jurisdiktionsnorm.

## Zuständigkeit
Als Landesgericht obliegt ihm in zweiter Instanz die Behandlung der Rechtsmittel gegen Entscheidungen der Bezirksgerichte. Grundsätzlich ist es für Zivilsachen bei einem 15.000 € übersteigenden Streitwert in erster Instanz zuständig. Bestimmte Rechtssachen fallen jedoch unabhängig vom Streitwert in die Zuständigkeit der Bezirksgerichte. Für Strafsachen ist es in erster Instanz zuständig, wenn die Strafandrohung über einem Jahr liegt. Bestimmte Strafsachen fallen auch bei geringerer Strafdrohung in seine Zuständigkeit.
Das Landgericht ist räumlich für die Gerichtsbezirke Baden, Mödling, Neunkirchen und Wiener Neustadt örtlich zuständig.
Rechtsmittelinstanz für Entscheidungen des Landesgerichtes Wiener Neustadt ist das Oberlandesgericht Wien.

## Gebäude
Das nach den Plänen des Ministerialrates und Baurates Wilhelm Röllig von 1890 bis 1893 erbaute mächtige dreigeschoßige späthistoristische Kreisgericht wurde 1945 im Zweiten Weltkrieg teilweise zerstört und 1951 wiederhergestellt. Das Gebäude steht unter Denkmalschutz. Das Gerichtsgebäude wurde bei der Gründung mit der Justizanstalt Wiener Neustadt errichtet und baulich verbunden. 1987 erfolgte eine Renovierung.